# Edinburg (Dakota del Nord)
Edinburg és una població dels Estats Units a l'estat de Dakota del Nord. Segons el cens del 2000 tenia 252 habitants.

## Demografia
Segons el cens del 2000, Edinburg tenia 252 habitants, 118 habitatges, i 73 famílies. La densitat de població era de 324,3 hab./km².
Dels 118 habitatges en un 22% hi vivien nens de menys de 18 anys, en un 53,4% hi vivien parelles casades, en un 7,6% dones solteres, i en un 37,3% no eren unitats familiars. En el 35,6% dels habitatges hi vivien persones soles el 20,3% de les quals corresponia a persones de 65 anys o més que vivien soles. El nombre mitjà de persones vivint en cada habitatge era de 2,14 i el nombre mitjà de persones que vivien en cada família era de 2,74.
Per edats la població es repartia de la següent manera: un 19,8% tenia menys de 18 anys, un 5,2% entre 18 i 24, un 21,8% entre 25 i 44, un 27,4% de 45 a 60 i un 25,8% 65 anys o més.
L'edat mediana era de 47 anys. Per cada 100 dones de 18 o més anys hi havia 90,6 homes.
La renda mediana per habitatge era de 28.500 $ i la renda mediana per família de 36.250 $. Els homes tenien una renda mediana de 27.159 $ mentre que les dones 20.000 $. La renda per capita de la població era de 16.430 $. Entorn del 6% de les famílies i el 8,9% de la població estaven per davall del llindar de pobresa.

## Poblacions més properes
El següent diagrama mostra les poblacions més properes.